# Linas Balčiūnas
Linas Balčiūnas (Jonava, 14 februari 1978) is een voormalig Litouws voormalig baan- en wegwielrenner.

## Baanwielrennen

### Palmares
| Jaar | LK | EK     | WK | Overig                          |
| ---- | -- | ------ | -- | ------------------------------- |
| 2004 |    |        |    | WB Moskou: Ploegenachtervolging |
| 2005 |    | Omnium |    |                                 |

### Jeugd
1998
 Europees kampioen 1 kilometer tijdrit, Beloften
 Europees kampioen 1 kilometer achtervolging, Beloften

## Wegwielrennen

### Overwinningen
1999
Chrono Champenois
2000
Proloog Ster der Beloften
1e etappe deel B Ronde van de Ain
Prijs van Soissons
2001
3e etappe Ronde van Picardië
2004
3e etappe Baltyk-Karkonosze-Tour
2005
4e etappe Ronde van Poitou-Charentes
2008
4e etappe Ronde van Mazovië

### Resultaten in voornaamste wedstrijden
| Jaar | Ronde van Vlaanderen | Parijs-Roubaix | Parijs-Brussel |
| ---- | -------------------- | -------------- | -------------- |
| 2000 |                      |                | 17e            |
| 2001 | opgave               | opgave         | 110e           |
| 2005 |                      | opgave         | 126e           |
| 2007 |                      | opgave         | 146e           |

## Ploegen
- 1999 –  Saint-Quentin-Oktos-MBK
- 2000 –  Saint-Quentin-Oktos
- 2001 –  AG2R Prévoyance
- 2002 –  AG2R Prévoyance
- 2003 –  MBK-Oktos-Saint-Quentin
- 2005 –  Agritubel
- 2006 –  Agritubel
- 2007 –  Agritubel
- 2005 –  Ulan